# Pseudotyphistes deinceps
Espèce
Pseudotyphistes deinceps est une espèce d'araignées aranéomorphes de la famille des Linyphiidae.

## Distribution
Cette espèce est endémique d'Uruguay.

## Description
Le mâle holotype mesure 1,50 mm et la femelle paratype 1,72 mm.

## Systématique et taxinomie
Cette espèce a été décrite par Cajade en 2023.

## Publication originale
- Cajade, Laborda, Hagopián & Simó, 2023 : « The spider genus Pseudotyphistes (Araneae, Linyphiidae) in Uruguay: a new species and new records. » Zootaxa, no 5284(2), p. 390-396.